# Черниця (Рівненський район)
Черни́ця — село у складі Корецької міської громади Рівненського району Рівненської області; населення — 650 осіб; перша згадка — 1577 рік. У селі діють загальноосвітня школа І ступеня, клуб, публічно-шкільна бібліотека, фельдшерсько-акушерський пункт, Свято-Михайлівська церква. У 1970 році був відкритий пам'ятний знак землякам, які загинули у Німецько-рядянській війні.

## Географія
Селом протікає річка Черниця, ліва притока Корчика.

## Історія
У 1906 році село Довжанської волості Острозького повіту Волинської губернії. Відстань від повітового міста 42 верст, від волості 9. Дворів 137, мешканців 782.

## Археологічні знахідки
В селі знаходиться 5 курганів.
На території села знайдено половину золотої давньоруської монетної гривни новгородського типу.